# IPad (7‑го покоління)
iPad 10,2 дюйма (офіційно iPad (7‑го покоління)) — планшетний комп'ютер розроблений і випущений компанією Apple Inc. Він оснащений 10,2-дюймовим дисплеєм Retina і працює на процесорі Apple A10 Fusion. Це наступник 9,7-дюймового iPad 6‑го покоління. Пристрій було представлено 10 вересня 2019 року та випущено 25 вересня 2019 року.
Він підтримує Apple Pencil першого покоління та має роз'єм для клавіатури. Він орієнтований на бюджетний та освітній ринки.
На відміну від попередніх моделей iPad, які мають 9,7-дюймовий дисплей, цей пристрій є першим у лінійці iPad початкового рівня з більшим 10,2-дюймовим дисплеєм.
Його наступник, iPad восьмого покоління, був представлений 15 вересня 2020 року, і він замінив цей iPad.

## Історія
Чутки про наступника iPad 2018 року почали з'являтися в першій половині 2019 року, коли сім моделей iPad були зареєстровані в Євразійській економічній комісії, базі даних, відомої тим, що дає підказки щодо майбутніх пристроїв, які буде випущено Apple. Вважалося, що однією з моделей бв новий iPad базового рівня, який нібито матиме незначні оновлення дизайну в порівнянні з iPad 2018 року. Кілька джерел стверджували, що нова модель матиме задню камеру з подвійним об'єктивом і що її розмір екрану може становити 10,2 дюйма, порівняно з 9,7-дюймовим розміром екрана попередніх моделей iPad. У звітах BGR також стверджується, що серійне виробництво пристрою може початися в липні 2019 року з прогнозованою датою випуску приблизно в третьому кварталі того ж року.
Пізніше цей iPad був представлений Apple 10 вересня 2019 року, одночасно з iPhone 11 і iPhone 11 Pro в Театрі Стіва Джобса з запланованою датою випуску 30 вересня того ж року. Було оголошено, що він буде продаватися в США за стартовою ціною 329 доларів. Цей iPad став доступний в інтернет-магазині Apple Store 25 вересня 2019 року.
Важливо, що розміри корпусу 10,2-дюймового iPad 2019 року були збільшені, щоб відповідати розмірам iPad Air (3-го покоління) та попереднього покоління 10,5-дюймового iPad Pro, що дозволило використовувати Smart Keyboard для всіх трьох моделей. Усі iPad також зберігають зворотну сумісність із Bluetooth-клавіатурами сторонніх виробників.

## Відгуки
10,2-дюймовий iPad 2019 року розкритикували за відсутність оновлення процесора в порівнянні з 9,7-дюймовою моделлю минулого року. Однак, хоча сам процесор A10 не був оновлений до новішого процесора, система на чипі, що містить чіп A10 в 10,2-дюймовому iPad 2019 року, була оновлена і включала 3 ГБ оперативної пам'яті, що на 50 % більше, ніж у моделі попереднього року.

## Хронологія моделей
| Хронологія моделей iPad                     |
| ------------------------------------------- |
| Див. також: Хронологія продуктів Apple Inc. |

Джерело: Apple Newsroom Archive.

## Виноски
1. ↑  1 ГБ = 1 мільярд байт